# Железный патриот
«Желе́зный патрио́т» (англ. Iron Patriot) — название экзоскелетной брони, используемой несколькими персонажами комиксов издательства Marvel Comics.

## История

### Железный патриот I
Первым носителем брони, а также псевдонима «Железный патриот» становится Норман Озборн, сформировавший команду Тёмных Мстителей во время событий серии комиксов Dark Reign. Костюм был создан как смешивание образов Капитана Америка и Железного человека. Дальнейшие попытки Озборна укрепить свою власть были сорваны различными супергероями. Позже он инициирует вторжение в Асгард, утверждая, что асы представляют угрозу национальной безопасности. Впоследствии во время сражения с несколькими супергероями один из Тёмных Мстителей, Часовой, становится виновником обрушения Асгарда на Землю.

### После Озборна
Новый Железный патриот появляется во время событий Marvel NOW!.
Броня Железного патриота была замечена на выставке оружия, которую посещали Дейзи Джонсон и Ник Фьюри-младший. Во время нападения компанией «А.И.М» и их борьбе с Секретными Мстителями, Эндрю Форсон из A.I.M. крадёт броню Железного патриота.

### Железный патриот II
Джеймс Роудс получает резервную броню Железного патриота от агента Щ.И.Т. Фила Колсона. Роудс использует броню в качестве защитника Америки и телохранителя президента США во время вторжения Мандарина, распространявшего вирус, который был известен как Экстремис. Инфицированные им люди, по большей части рабы или солдаты, которым был отдан приказ, сначала испытывали мучительную боль, а затем становились неуязвимыми, получая сверхчеловеческую силу, суперспособности и бессмертие. В одной из операций Роудс сталкивается с зараженной Экстремисом женщиной. В бою с ней броня Железного патриота была расплавлена на уровне живота и лишилась лицевой маски, после чего Роудс потерял сознание, а костюм попал к Мандарину. В конечном счете Тони Старку удалось освободить своего друга и вернуть костюм.

## Силы и способности
Броня Железного патриота даёт своему носителю сверхчеловеческую силу, повышенную прочность, возможность летать. Помимо этого она была вооружена по последнему слову техники: взрывные ракеты дальнего действия, миниатюрные лазеры, а также радиосвязь со штабом, Белым домом, напрямую с президентом США и другими Тёмными Мстителями. Тем не менее эта броня сильно уступает современным костюмам Железного человека. Ещё одним недостатком являлся тот факт, что Тони Старк имел пароль к каждому своему творению, отчего, во время Осады Асгарда он дезактивировал броню Железного патриота. В броне нового Железного патриота были устранены все неполадки прежней модели.

## Альтернативные версии

### Американский сын
В сюжетной линии Dark Reign появляется Американский сын, броня, разработанная на основе костюма Железного человека и вооружённая арсеналом Капитана Америки.
В The Amazing Spider-Man Норман Озборн предложил своему сыну Гарри Озборну стать членом его «Мстителей». Тот был вынужден согласиться, чтобы найти лекарство для своей возлюбленной Лили Холлистер. Норман хотел, чтобы его сын стал «сердцем Америки» и разработал для него броню Американского сына. Тем не менее, его слова оказались ложью. Озборн намеревался подстроить публичную смерть сына, чтобы завоевать сочувствие общественности. Узнав об этом, Гарри надел броню Американского сына и вступил в бой с отцом. При помощи Человека-паука, ему удалось победить.
Когда Норман Озборн был арестован, сводный брат Гарри Габриэль Стейси попытался убить его, однако тот был спасён неизвестным человеком в броне Американского сына. После неудачного покушения, было выявлено, что Габриэль и Американский сын — один и тот же человек. Впоследствии выяснилось, что он украл броню и теперь страдает от раздвоения личности. Сам Габриэль причинял ущерб обществу, в то время как личность Американского сына исправляла его ошибки. Во время битвы Габриэля с Человеком-пауком и Гарри, последний отключил броню и победил его в рукопашном бою. Потерпев поражение, Габриэль был отправлен в психиатрическую больницу для лечения. Позднее ему была доставлена восстановленная броня Американского сына.

### Ultimate Marvel
Носителем брони Железного патриота во вселенной Ultimate Marvel является сам Тони Старк. Когда на территории США разворачивается гражданская война, Старк перекрашивает своё обычное обмундирование в доспехи Железного патриота, в то время как Капитан Америка становится президентом США. Позднее броня была разрушена Чёрным рыцарем.

## Вне комиксов

### Телевидение
- Норман Озборн в броне Железного патриота появляется во втором сезоне мультсериале «Великий Человек-паук», в сериях «Второй шанс для героя», «Возвращение Зловещей шестёрки», «Железный стервятник» и «Анти-Веном». После всех своих злодеяний, безумства его альтер эго Гоблина, — Норман решает, что должен стать супергероем. Позднее Гарри Озборн использует броню Американского сына, чтобы помочь Человеку-пауку и Майлзу Моралесу в сражении с Доктором Осьминогом и Стервятником.
- Броня Железного патриота появляется в мультсериале «Мстители, общий сбор!». Она была захвачена Альтроном и использована для борьбы с Капитаном Америкой.

### Кино

Броня Железного патриота в фильме «Железный человек 3»

- В фильме «Железный человек 3» Железным патриотом была названа усовершенствованная версия брони «Воитель», принадлежавшей Тони Старку, но пользовался которой полковник ВВС США Джеймс Роудс (Дон Чидл). В фильме Роудс попросил президента Соединенных Штатов создать Железного патриота для использования правительством США в качестве «американского героя» в ответ на события, которые произошли в команде Мстителей[15]. Броня была украдена компанией «Advanced Idea Mechanics[англ.]» и использована Эриком Савином[англ.] для похищения президента, но позже Роудс вернул себе броню. Это единственная броня Железного Человека, которая всё ещё остается активной в конце фильма. В последующих фильмах Роуди возвращается к личности Воителя.
- В полнометражном мультфильме «Железный человек и Капитан Америка: Союз героев[англ.]» ближе к концу сюжета Капитан Америка использует броню Железного патриота во время тренировки с Железным человеком.

### Видеоигры
- Железный патриот (Норман Озборн) присутствует в качестве играбельного персонажа в игре «Marvel Super Hero Squad Online[англ.]».
- Оригинальная броня Железного патриота появляется в качестве альтернативного костюма Железного человека в игре «Ultimate Marvel vs. Capcom 3».
- Броня Железного патриота может быть разблокирована в мобильной игре «Iron Man 3», которая на самом деле является бронёй «War Machine Mark II», но с изменённой расцветкой.
- Вторая версия брони Железного патриота появляется в игре «Marvel: Avengers Alliance[англ.]» для Facebook.
- Вторая версия брони доступна в игре «LEGO Marvel Super Heroes».
- Вторая версия Железного патриота появляется в игре «Disney Infinity: Marvel Super Heroes[англ.]».
- В игре «Marvel Heroes» в качестве альтернативной брони Воителя можно выбрать Железного патриота.
- Оригинальная версия Железного патриота появляется в мобильной игре «Marvel: Contest of Champions».
- Железный патриот является костюмом для Воителя в мобильной игре «Marvel: Future Fight».
- Железный патриот является играбельным персонажем в игре «LEGO Marvel’s Avengers».